# Zwardoń
Zwardoń est une localité polonaise de la gmina de Rajcza, située dans le powiat de Żywiec en voïvodie de Silésie.